# 熊本県立八代工業高等学校
熊本県立八代工業高等学校（くまもとけんりつ やつしろこうぎょう こうとうがっこう, Kumamoto Prefectural Yatsushiro Technical High School）は、熊本県八代市大福寺町に所在する公立の工業高等学校。定時制の総合学科も設置している。当校の通称は八代高等学校を（八高）はちこうと呼ぶのに対し、（八工）ヤッコーと呼ばれている。

## 設置学科
全日制課程
- インテリア科
- 機械科
- 工業化学科
- 電気科
- 情報技術科

定時制課程
- 総合学科
  - 工業系列（工業技術系）
  - 商業系列（人文系）

## 概要
歴史
1944年（昭和19年）に開校した「八代市立八代工業学校」を前身とする。2009年（平成21年）に創立65周年を迎えた。
校訓
「誠実」- 1966年（昭和41年）に制定。
校章
白鷺の羽を背景に、「工高」の文字（縦書き）を置いている。
校歌
作詞は山口白陽、作曲は梅沢信一による。3番まであり、各番に校名の「八代工業」が登場する。
同窓会
「溪烽会」（けいほうかい）と称している。 

## 沿革
- 1944年（昭和19年）4月 - 「八代市立八代工業学校」が開校。機械科・電気科・工業化学科の3学科を設置。
- 1948年（昭和23年）4月 - 学制改革により、熊本県立八代高等学校に統合され、「熊本県立八代高等学校第二部」と改称。木材工芸科を新設。
- 1949年（昭和24年）4月 - 「熊本県立八代高等学校工業課程」に改称。
- 1950年（昭和25年）6月 - 火災が発生。
- 1951年（昭和26年）4月 - 八代高等学校から分離し、「熊本県立八代工業高等学校」（現校名）として独立。
- 1953年（昭和28年）10月17日 - 校歌を制定。
- 1964年（昭和39年）12月 - 火災により、本館の大部分を焼失。
- 1965年（昭和40年）12月 - 鉄筋コンクリート造の本館が完成。
- 1966年（昭和41年）5月10日 - 校訓「誠実」を制定。
- 1967年（昭和42年）4月 - 定時制課程機械科を設置。
- 1969年（昭和44年）11月 - 木造建築を購入し、「溪烽会館」とする。
- 1972年（昭和47年）4月 - 情報技術科を設置。
- 1973年（昭和48年）4月 - 工芸科をインテリア科に改編。
- 1988年（昭和63年）- 溪烽会館を新築。
- 1994年（平成6年）3月 - 新体育館・家庭科教室棟が完成。
- 2010年（平成22年）4月 - 熊本県立八代東高等学校定時制課程普通科との統合により、定時制課程総合学科を設置。

## 部活動
全日制課程
体育系
- 陸上部
- 柔道部
- 剣道部
- 空手道部
- 卓球部
- ソフトテニス部
- テニス部
- サッカー部

- 1976年（昭和51年）- 第55回全国高等学校サッカー選手権大会に出場。（ベスト8）

- 野球部

- 1979年（昭和54年）- 第51回選抜高等学校野球大会（春のセンバツ）に出場。

- バレーボール部
- ラグビー部
- バスケットボール部
- ハンドボール部
- 水泳部
- ソフトボール部
- 弓道部
- バドミントン部

文化系
- 吹奏楽部
- 美術部
- コンピュータ部
- 軽音楽部
- 囲碁・将棋部
- 写真部
- 放送部
- トライアル部
- 書道部
- 英語部
- インテリア部
- 機械部
- 工業化学部
- 電気部
- 情報技術部

定時制課程
体育系
- サッカー部
- バドミントン部
- ソフトテニス部
- 卓球部

文化系
- エコ電カークラブ

## 著名な出身者
- 志農介啓- 元プロ野球選手
- 石井博明- 元プロ野球選手
- 川本智徳 - 元プロ野球選手
- 柏田貴史 - 元プロ野球選手
- ボンボ藤井 - CMサウンドクリエイター、ウクレレプレイヤー・インストラクター

## 交通アクセス
最寄りの鉄道駅
- 肥薩おれんじ鉄道 「肥後高田駅」

最寄りのバス停
- 九州産交バス 「八代工業高校前」バス停

最寄りの道路
- 国道3号（薩摩街道・鹿児島街道） 「高下西町」交差点
- 熊本県道42号八代鏡線 「植柳上町」交差点
- 南九州西回り自動車道 八代南IC

## 周辺
- 中九州短期大学
- 熊本高等専門学校
- 八代市立第五中学校
- 八代市立植柳小学校
- 八代市立高田小学校
- 八代植柳郵便局
- 八代警察署植柳交番
- 球磨川
- 前川
- 南川